# Galium elegans
Galium elegans là một loài thực vật có hoa trong họ Thiến thảo. Loài này được Wall. ex Roxb. mô tả khoa học đầu tiên năm 1820.